# 高山象牙参
高山象牙参（学名：Roscoea alpina）为姜科象牙参属下的一个种。